# Guttaring
Guttaring es una localidad ubicada en el distrito de Sankt Veit an der Glan, en el estado de Carintia, Austria. Tiene una población estimada, a principios de 2021, de 1482 habitantes.
Está ubicada al norte del estado, cerca de la frontera con el estado de Estiria.